# هاري وينكس
هاري وينكس (بالإنجليزية: Harry Winks)‏ (مواليد 2 فبراير 1996) لاعب كرة قدم إنجليزي نتاج قطاع الشباب بنادي توتنهام هوتسبير، ويلعب حاليًا لنادي ليستر سيتي.

## إحصائيات مشاركاته
آخر تحديث في 29 سبتمبر 2016 

### مع الأندية
| الفريق          | الموسم    | الدوري  | الدوري | الكأس[*] | الكأس[*] | البطولات القارية | البطولات القارية | الإجمالي | الإجمالي |
| الفريق          | الموسم    | مشاركات | أهداف  | مشاركات  | أهداف    | مشاركات          | أهداف            | مشاركات  | أهداف    |
| --------------- | --------- | ------- | ------ | -------- | -------- | ---------------- | ---------------- | -------- | -------- |
| توتنهام هوتسبير | 2014–2015 | 0       | 0      | 0        | 0        | 1                | 0                | 1        | 0        |
| توتنهام هوتسبير | 2015–2016 | 0       | 0      | 0        | 0        | 2                | 0                | 2        | 0        |
| توتنهام هوتسبير | 2016–2017 | 2       | 0      | 1        | 0        | 1                | 0                | 4        | 0        |
| الإجمالي        | الإجمالي  | 2       | 0      | 1        | 0        | 4                | 0                | 7        | 0        |

## روابط خارجية
- هاري وينكس على موقع الاتحاد الأوربي (الإنجليزية)
- هاري وينكس على موقع قاعدة بيانات كرة القدم.إي يو (الإنجليزية)
- هاري وينكس على موقع ليكيب (الفرنسية)
- هاري وينكس على موقع ناشيونال فوتبول تيمز (الإنجليزية)
- هاري وينكس على موقع Soccerbase.com (لاعب) (الإنجليزية)
- هاري وينكس على موقع Soccerway.com (الإنجليزية)
- هاري وينكس على موقع عالم كرة القدم.نت (الإنجليزية)
- هاري وينكس على موقع AS.com (الإسبانية)